# Leonsberg
Leonsberg was een koffieplantage aan de Surinamerivier in Suriname. In het Sranan (Surinaams) heette de plantage Buku. 

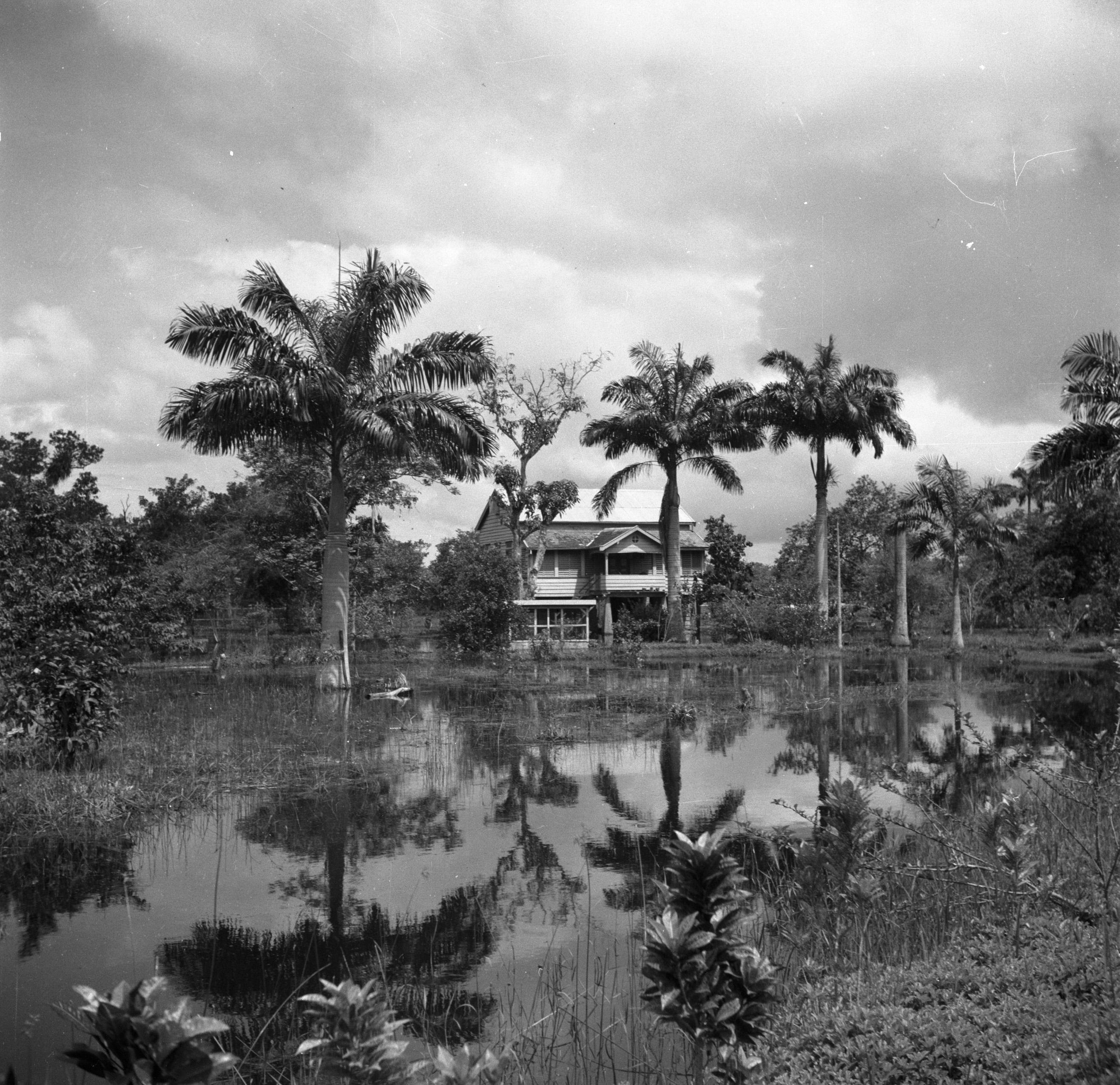
Huis op de voormalige plantage Leonsberg

De plantage werd in 1819 gesticht door A. de Leon en bestond toen uit 258 akkers. In 1827 is de oppervlakte uitgebreid naar 326 akkers. 
In 1863 werd het beheer overgenomen door Joost Zaal. Bij de afschaffing van de slavernij werden er 19 familienamen geregistreerd.
De plantage bleef functioneren. Later werd ook cacao geproduceerd.
In 1913 werd een aanlegsteiger aangelegd voor een dagelijkse veerverbinding tussen de plantages Leonsberg en Voorburg.